# HMS Prince of Wales (R09)
HMS Prince of Wales (R09) je letadlová loď Britského královského námořnictva, která je druhou a poslední jednotkou třídy Queen Elizabeth. Postavena byla v letech 2011–2019. Letadlové lodě třídy Queen Elizabeth jsou největší, nejsilnější a nejlépe vybavená vojenská plavidla, jenž byla kdy ve Spojeném království postavena. Jsou unikátní mezi ostatními světovými letadlovými loděmi kvůli umístění svého střediska řízení letového provozu do samostatné zadní palubní věže.

## Stavba

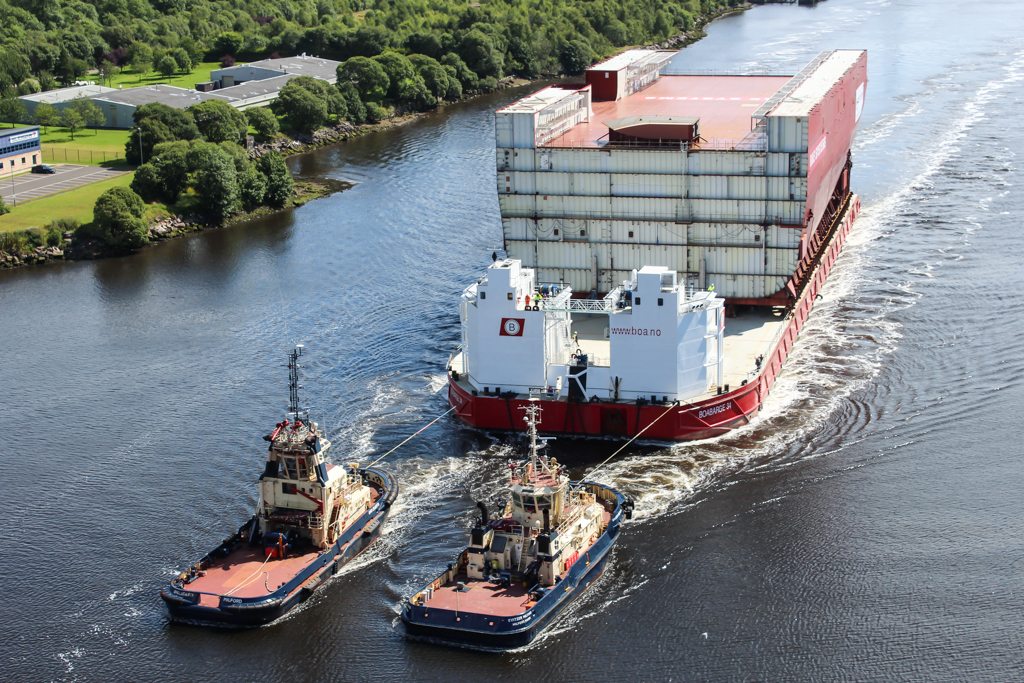
Přeprava trupové sekce plavidla Prince of Wales

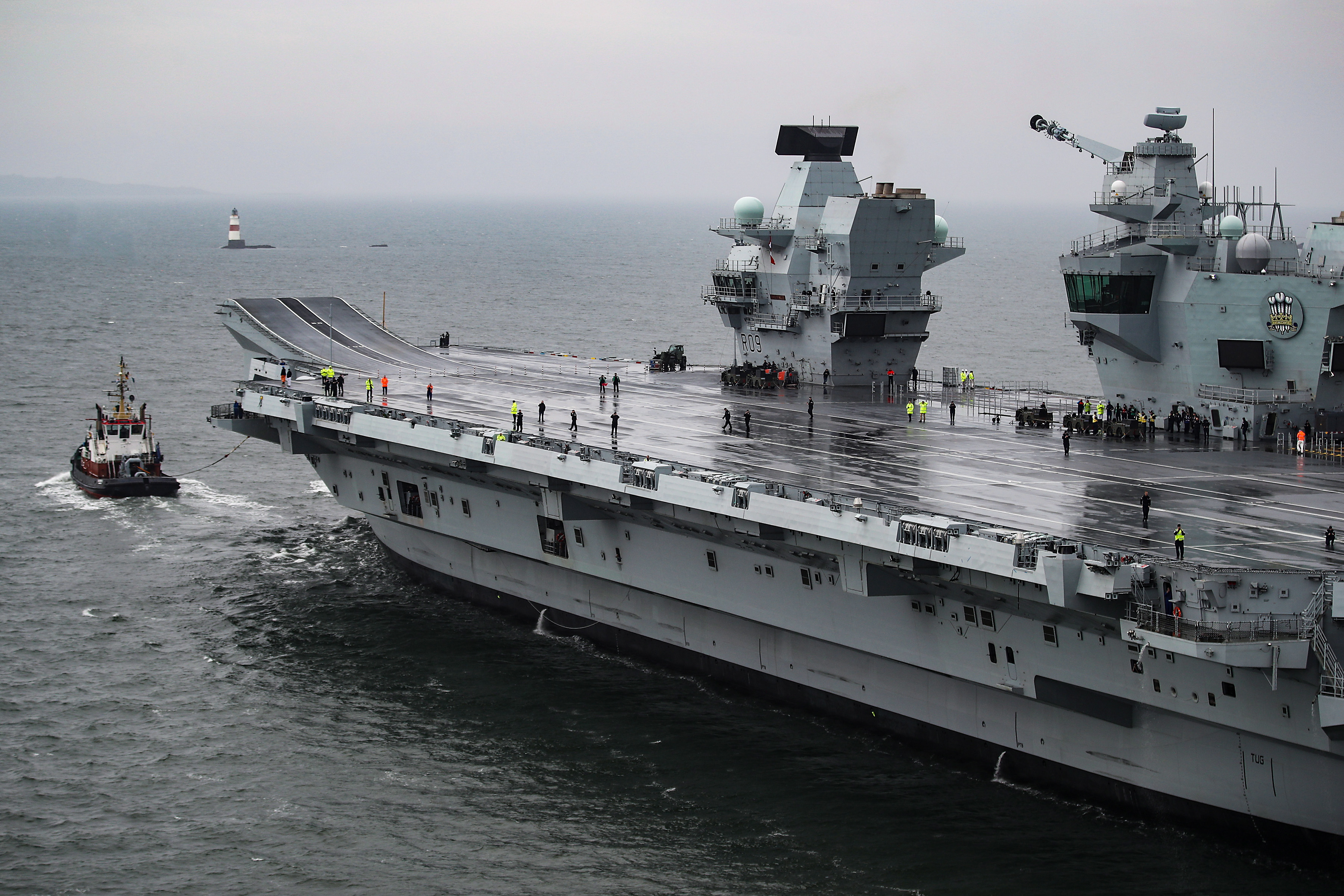
Prince of Wales

Plavidlo bylo postaveno loděnicí Rosyth Dockyard v Rosythu ve Skotsku, která je součástí koncernu Babcock International. Výstavba lodi začala 26. května 2011. Do služby byla přijata 10. prosince 2019.
Plavidlo představuje letadlovou loď úzpůsobenou pro operace letadel s krátkým vzletem a vertikálním přistáním (STOVL), ale v raných fázích jeho plavidla byla zvažována změna jeho koncepce na použití letadel startujících pomocí katapultu a přistávajících pomocí zádržných systémů (CATOBAR). Dne 25. listopadu 2011 oznámil první lord admirality, že bylo rozhodnuto, aby byla Prince of Wales jedinou lodí britského námořnictva vybavenou systémem CATOBAR. Po vyhodnocení časových a finančních dopadů takové konfigurace však bylo v květnu 2012 oznámeno, že se od tohoto záměru upouští. Stejně jako již sloužící první letadlová loď nové třídy, HMS Queen Elizabeth, byla i Prince of Wales postavena v konfiguraci STOVL.

## Jméno lodi
Prince of Wales je osmou lodí tohoto jména. Jméno dostala ve stejnou dobu jako její sesterská loď Queen Elizabeth. Nicméně spor o vyřazení HMS Ark Royal ze služby, a tedy ztráty jména Ark Royal, kvůli restrukturalizaci Royal Navy vedl ke kampani o pojmenování jedné z budoucích lodí Ark Royal. V květnu 2011 se objevily zprávy, že princ Charles byl osloven vedoucím důstojníkem Royal Navy. Předmětem této spekulace byla změna jména z Prince of Wales na Ark Royal.

## Služba

### První roky (2019–2022)
V květnu 2020 na plavidle došlo k incidentu, které námořnictvo popsalo jako průnik vody menšího rozsahu (minor flooding). V říjnu 2020 se incident opakoval ve větším rozshau a průnik vody do plavidla poškodil elektrickou kabeláž. Od dubna 2021 plavidlo absolvovalo námořnií zkoušky a od října 2021 bylo považováno za plně funkční. V říjnu 2021 se plavidlo rovněž účastnilo mezinárodního cvičení u skotského pobřeží. Dne 1. ledna 2022 plavidlo převzalo funkci velitelské lodi námořních sil vysoké pohotovosti NATO (Navy High Readiness Forces, Maritime), což mimo jiné znamená podporu cvičení sil NATO v různých regionech. Prvním z nich bylo Norskem vedené cvičení Cold Response 2022.

### Porucha pohonu (2022–2023)

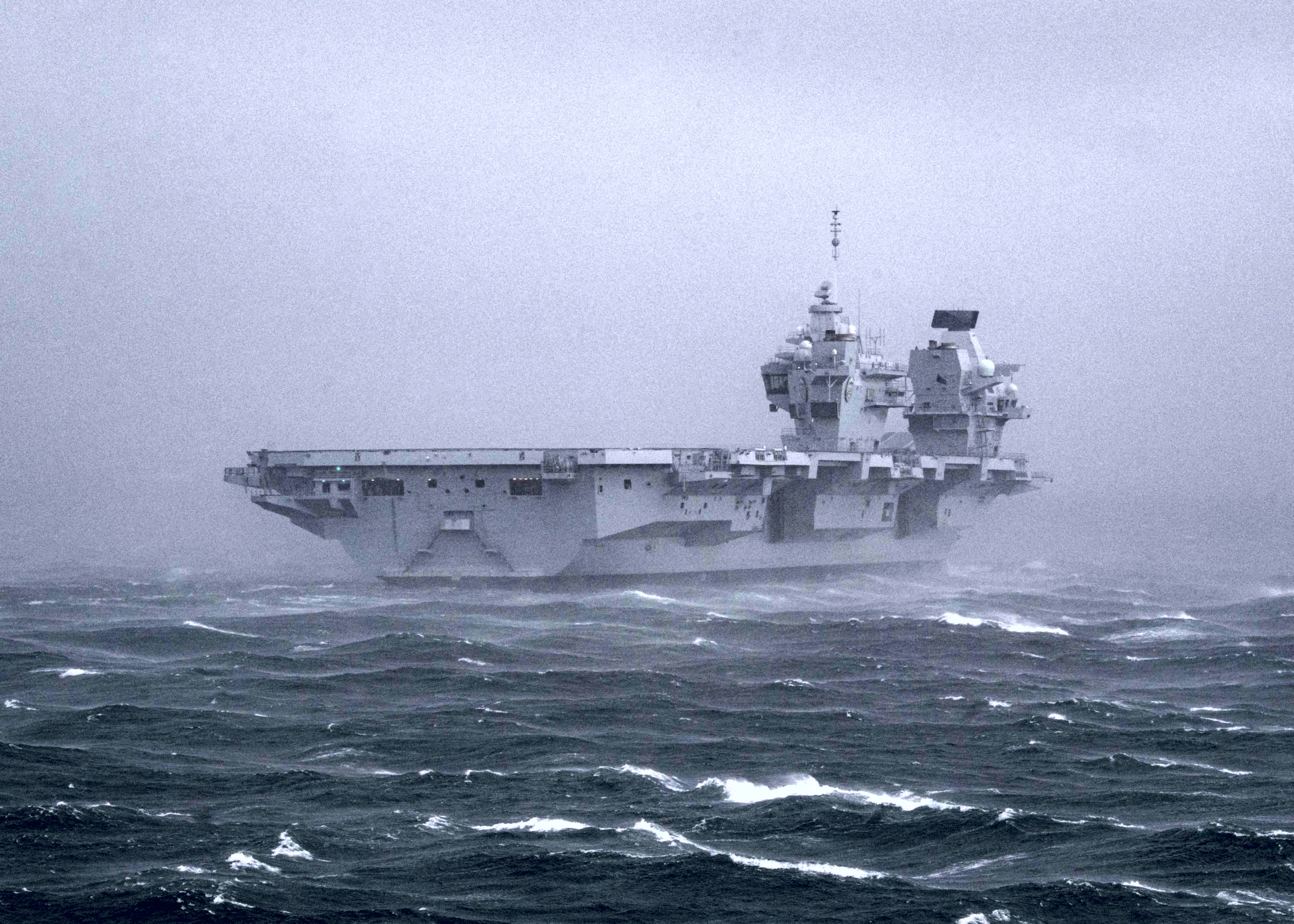
Prince of Wales v listopadu 2019

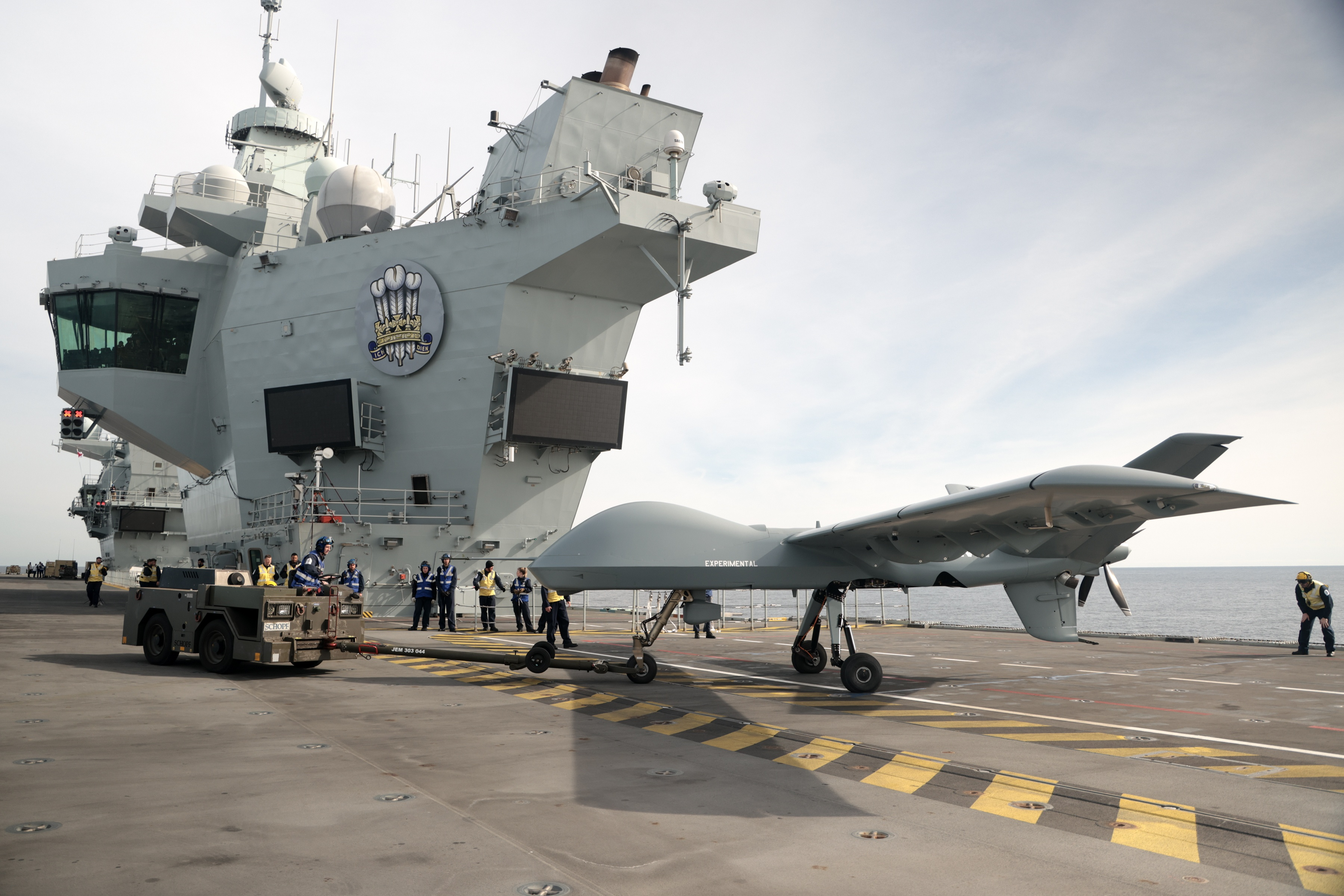
Bezpilotní letoun Mojave na palubě Prince of Wales v listopadu 2023

Dne 27. srpna 2022 letadlová loď Prince of Wales opustila námořní základnu HMNB Portsmouth na jihu Anglie, aby se v USA zúčastnila společného cvičení s americkým námořnictvem, kanadským královským námořnictvem a americkou námořní pěchotou. Krátce poté poblíž ostrova Wight plavidlo utrpělo poruchu hřídele a lodního šroubu, což si vynutilo návrat na základnu v Portsmouthu a prohlídku za asistence techniků z koncernu Babcock International, v jejíž loděnici Rosythské loděnice byla letadlová loď postavena. Inspekce potápěčů a techniků zjistila, že 33tunová pravá vrtule se porouchala a spojka, která ji drží na místě, praskla. Následně bylo rozhodnuto, že porucha vyžaduje opravu v suchém doku v Rosythu. Portsmouth plavidlo opustilo 8. října 2022. Nakonec letadlová loď strávila devět měsíců v suchém doku v Rosythské loděnici. Dne 21. července 2023 opravené plavidlo zahájilo zkoušky.

### Po návratu do služby
V září 2023 se letadlová loď Prince of Wales zapojila do testování zaměřeného na integraci bezpilotních letounů pro zásobovací mise. Dne 15. listopadu 2023 na plavidle úspěšně provedl vzlet a přistání bezpilotního letounu STOVL General Atomics Mojave. V březnu 2024 se letadlová loď Prince of Wales účastnila mezinárodního cvičení Steadfast Defender 2024, největšího vojenského cvičení NATO od konce studené války.